# Bergamo Calcio a 5
L'Associazione Sportiva Dilettantistica Bergamo Calcio a 5 è una società italiana di calcio a 5 con sede a Bergamo.

## Storia
Fondata nel 1993 e affiliata alla FIGC con la matricola 675166, è l'unica società lombarda nell'albo d'oro della FIGC per categorie senior. Fino alla stagione 2009/2010 ha disputato il campionato di Serie B nazionale, ma nella stagione 2001/2002 ha militato in massima divisione giungendo penultimo con 14 punti e retrocedendo in divisione cadetta. Nella precedente stagione 2000/2001, grazie alla vittoria del proprio girone, aveva maturato il diritto a disputare i playoff per lo scudetto, da cui era stato eliminato al primo turno per mano della Cotrade Torino.
Nella stagione 2006/2007  ha concluso al 5º posto nel girone A della Serie B con 43 punti
Nella stagione 2007/2008  ha concluso al 5º posto nel girone A della Serie B con 44 punti ed il miglior attacco del girone.
Nella stagione 2008/2009  ha concluso al 3º posto nel girone A della Serie B, dietro ad Aosta C5 ed Asti C5, qualificandosi per i Playoff per la promozione in Serie A2. Tuttavia la squadra è uscita sconfitta nel doppio confronto coi sardi dell'Assemini C5.
Nella stagione 2009/2010  si è posizionato al 7º posto nel girone A della Serie B con 37 punti.
La società bergamasca, nell'estate del 2010 decide di non partecipare alle categorie nazionali, a cui era iscritta dal 1995 e sceglie di chiedere l'iscrizione nel campionato di Serie C2 per la stagione 2010/2011. Ma la Serie C2 è solo di passaggio, infatti il campionato viene concluso al terzo posto, con la conquista dei play-off e, nonostante la sconfitta nella finale contro l'Ispra, viene ripescata e nella stagione 2011-12 prende parte al campionato regionale di C1, che conclude all'undicesimo posto, ottenendo la salvezza solo dopo la vittoria nei play-out. Nella stagione 2012-13 termina il campionato al secondo posto, qualificandosi ai play-off promozione. Nell'estate del 2021 assume la denominazione "Bergamo Calcio a 5", trasferendo nell'occasione la propria sede sociale da Torre Boldone a Comun Nuovo.
Al termine della stagione 2021/22 in seguito al ritorno in Serie C1 firma un accordo con l'Accademia Calcio Bergamo (società di futsal femminile) e si trasferisce da Comun Nuovo a Madone

## Cronistoria
| Cronistoria del Bergamo C5 |
| --- |
| - 1993 · Fondazione della società. - 1993-94 · 1ª in Serie D Lombardia. Promossa in Serie C. - 1994-95 · 1ª in Serie C Lombardia. Promossa in Serie B. Vince la Coppa Italia regionale (1º titolo) - 1995-96 · 12ª nel girone A di Serie B. - 1996-97 · 13ª nel girone A di Serie B. - 1997-98 · 12ª nel girone A di Serie B. - 1998-99 · 3ª nel girone A di Serie B. Semifinali play-off promozione. - 1999-00 · 2ª nel girone A di Serie B. Promossa in Serie A2. Vince i play-off promozione. 4ª in Coppa Italia di Serie B. - 2000 · Fusione con il La Torre. Assume la denominazione Bergamo C5 La Torre. - 2000-01 · 1ª nel girone A di Serie A2. Promossa in Serie A. Vince la Coppa Italia di Serie A2 (1º titolo). - 2001-02 · 15ª in Serie A. Retrocessa in Serie A2. Ottavi di finale di Coppa Italia. - 2002-03 · 11ª nel girone A di Serie A2. Vince i play-out. Ottavi di finale di Coppa Italia di Serie A2. - 2003-04 · 14ª nel girone A di Serie A2. Retrocessa in Serie B. 1ª fase di Coppa Italia di Serie A2. - 2004-05 · 10ª nel girone A di Serie B. Retrocessa in Serie C1, viene ripescata. Sconfitta ai play-out. Ottavi di finale di Coppa Italia di Serie B. - 2005-06 · 8ª nel girone A di Serie B. - 2006-07 · 5ª nel girone A di Serie B. 1ª fase di Coppa Italia di Serie B. - 2007-08 · 5ª nel girone A di Serie B. Ottavi di finale di Coppa Italia di Serie B. - 2008-09 · 3ª nel girone A di Serie B. Quarti di finale play-off promozione. 1ª fase di Coppa Italia di Serie B. - 2009-10 · 6ª nel girone A di Serie B. Ottavi di finale di Coppa Italia di Serie B. - 2010 · Rinuncia alla Serie B e iscrizione in Serie C2 Lombardia. - 2010-11 · 4ª nel girone C di Serie C2 Lombardia. Ripescata in Serie C1. Finalista play-off promozione. - 2011-12 · 11ª in Serie C1 Lombardia. Vince i play-out - 2012-13 · 2ª in Serie C1. Lombardia Semifinalista play-off promozione. Finalista di Coppa Italia regionale. - 2013-14 · 2ª in Serie C1 Lombardia. Semifinalista play-off promozione. - 2014-15 · 1ª in Serie C1 Lombardia. Promossa in Serie B. Finalista di Coppa Italia regionale. - 2015-16 · 4ª nel girone A di Serie B. Quarti di finale di Coppa Italia di Serie B. - 2016-17 · 11ª nel girone A di Serie B. Vince i play-out. - 2017-18 · 12ª nel girone A di Serie B. Vince i play-out. 1º turno di Coppa Italia di Serie B. 1º turno di Coppa della Divisione. - 2018-19 · 10ª nel girone A di Serie B. 3º turno di Coppa Italia di Serie B. 1º turno di Coppa della Divisione. - 2019-20 · 11ª nel girone A di Serie B. Retrocessa in Serie C1. 1º turno di Coppa Italia di Serie B. Turno preliminare di Coppa della Divisione. - 2020-21 · 1ª nel girone interregionale B di Serie C1. Promossa in Serie B. - 2021 · Assume la denominazione Bergamo C5. - 2021-22 · 13ª nel girone A di Serie B. Retrocessa in Serie C1. - 2022-23 · 11ª in Serie C1 Lombardia. Vince i play-out. |

## Statistiche
| Livello | Categoria | Partecipazioni | Debutto   | Ultima stagione | Totale |
| ------- | --------- | -------------- | --------- | --------------- | ------ |
| 1º      | Serie A   | 1              | 2000-01   | 2000-01         | 1      |
| 2º      | Serie B   | 3              | 1995-1996 | 1997-1998       | 6      |
| 2º      | Serie A2  | 3              | 2000-2001 | 2003-2004       | 6      |
| 3º      | Serie C   | 1              | 1994-1995 | 1994-1995       | 15     |
| 3º      | Serie B   | 14             | 1998-1999 | 2021-2022       | 15     |
| 4º      | Serie D   | 1              | 1993-1994 | 1993-1994       | 7      |
| 4º      | Serie C1  | 6              | 2011-2012 | 2022-2023       | 7      |
| 5º      | Serie C2  | 1              | 2010-2011 | 2010-2011       | 1      |

## Organigramma
- Presidente: Paolo Farnedi
- Vicepresidente: Acerbis Teresa
- Allenatore: stefano curnis
- Allenatore U19: luca mascherone
- Allenatore U17: giuseppe piccoli
- Medico: Dr. Giuseppe Merelli

## Palmarès
- Coppa Italia di Serie A2: 1

2000-01